# Aeroportul Islay
Aeroportul Islay (IATA: ILY, ICAO: EGPI) este un aeroport din Argyll and Bute, Scoția, Regatul Unit ce deservește zona Islay⁠(d). Aeroportul a fost tranzitat în 2022 de 26.148 de pasageri. A fost deschis în 1940 și numit după zona deservită.
Situat la o altitudine de 17 m, aeroportul dispune de 2 piste. Este operat de Highlands and Islands Airports⁠(d).

## Infrastructură

### Piste
Aeroportul dispune de 2 piste. Pista 08/26 are suprafața de asfalt și dimensiunile 635 m × 18 m. Pista 13/31 are suprafața de asfalt și dimensiunile 1.545 m × 46 m. 